# Primera batalla de Gaza
La primera batalla de Gaza ocurrió el 26 de marzo de 1917. En ella las tropas británicas, australianas y neozelandesas intentaron capturar sin éxito la ciudad estratégicamente importante de Gaza, que estaba bajo el control de los otomanos. La batalla fue parte de la campaña palestina de la Entente, en la que sus fuerzas habían capturado el península del Sinaí a principios de 1917.

## Antecedentes
Durante la Primera Guerra Mundial, la Entente y el Imperio otomano se enfrentaron en el Sinaí y Mesopotamia. La Fuerza Expedicionaria Egipcia logró completar la conquista del Sinaí con la batalla de Rafah en enero de 1917. El Gabinete de Guerra ordenó entonces operaciones defensivas después de la batalla. Sin embargo, la FEE se preparó aun así para una nueva ofensiva construyendo para ello una línea ferroviaria a través del Sinaí hacia Gaza y trayendo para ella también municiones y suministros. En marzo de 1917, Bagdad cayó en manos de los británicos. Esto y la entrada de Estados Unidos en la guerra persuadieron al Gabinete de Guerra a continuar con la ofensiva en el frente palestino.
El comandante británico Archibald Murray tenía a su disposición 12.000 soldados de caballería de la División Montada de Anzac, 11.000 hombres de infantería y otros 8.000 soldados de infantería en reserva. Con la construcción del ferrocarril del Sinaí, las posiciones británicas se acercaron a Jan Yunis, que está a unos 20 kilómetros al sur de Gaza. Los defensores del ejército otomano tenían 4.000 soldados de infantería en la propia ciudad y 15.000 hombres en reservas en el interior de Gaza. El plan de guerra de Murray exigía rodear la ciudad por caballería desde el norte, este y el sureste. Luego, la infantería debía tomar la ciudad en un ataque general desde el sur.

## La batalla

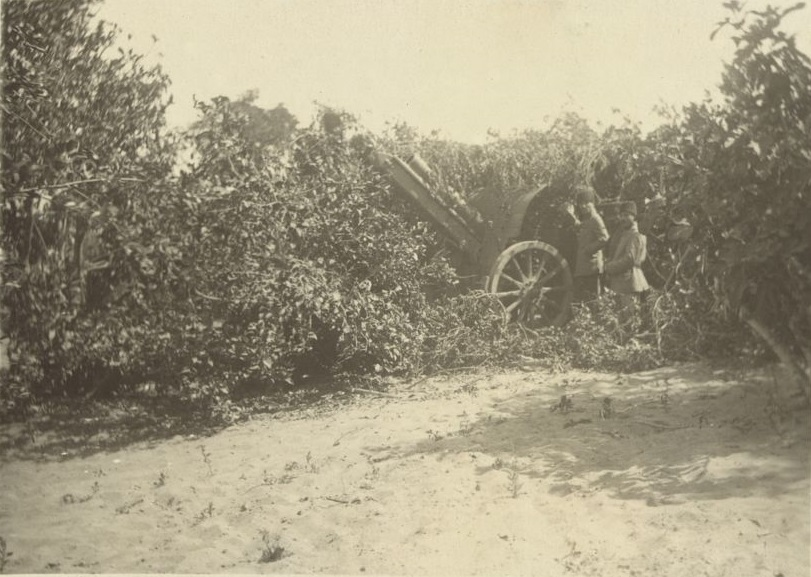
Operador y cañón de artillería otomano cerca de Gaza.

El ataque comenzó a la mañana del 26 de marzo de 1917. A media mañana, la caballería de Nueva Zelanda pudo completar la operación de cerco alrededor de la ciudad. Mientras tanto, la artillería de las fuerzas de la Entente bombardeaba la ciudad de 40.000 habitantes. La infantería logró avanzar hacia el centro de la ciudad. Al anochecer, los defensores otomanos estaban a punto de rendirse. Sin embargo, por temor a refuerzos y pérdidas aún mayores para sus propias tropas, Murray dio la orden de retirarse, lo que fue una sorpresa para las tropas combatientes de ambos lados.

## Consecuencias

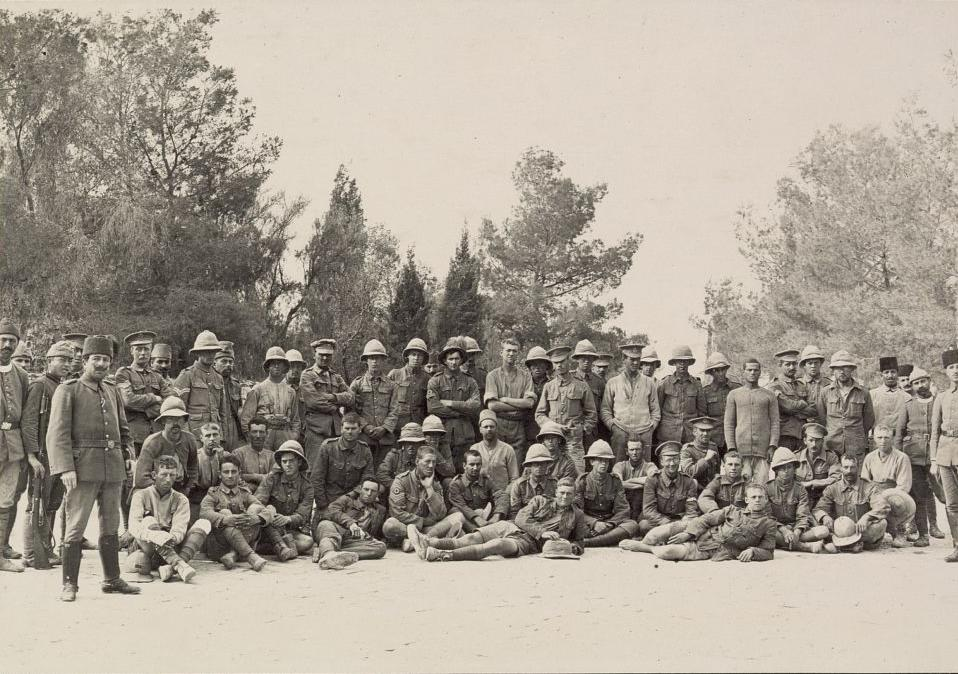
Prisioneros británicos y sus guardias otomanos.

Las pérdidas británicas superaron a las de las fuerzas otomanas. Las fuerzas de la Entente perdieron 3.967 hombres, tres cuartas partes de ellos eran de la infantería. El ejército otomano registró 2.447 bajas. Después de la batalla, el general Murray difundió la opinión, de que la batalla había sido una victoria y dio a la prensa cifras falsas respecto a las bajas otomanas de 6.000 a 7.000 muertos, que también fueron impresas. Su nuevo fracaso en la segunda batalla de Gaza en abril de 1917 llevó a su reemplazo por el general Allenby. Gaza fue capturada por la Entente en la tercera batalla de Gaza en noviembre de 1917.